# Ígor Sviatoslávich
Ígor Sviatoslávich (en antiguo eslavo oriental: Игорь Святъславичь, en ruso: И́горь Святосла́вич, en ucraniano: Ігор Святославич, en nórdico antiguo: Ingvar Sveinaldsson, Nóvgorod-Síverski, 2 de abril de 1151-primavera de 1201) fue príncipe de Putivl (1164-1180), príncipe de Nóvgorod-Siverski (1180-1198) y príncipe de Chernígov (1198-1201). Pertenece a la dinastía rurikida y es el héroe principal de la epopeya Cantar de las huestes de Ígor.

## Antecedentes
Sviatoslav Ólgovich, padre de Ígor, se casó en dos ocasiones. Su primer matrimonio, en 1108, fue con la hija del kan cumano (polovetsiano) Ayepa, bautizada probablemente con el nombre de Anna. Su segundo matrimonio, en 1136, en Nóvgorod, causó un escándalo. El arzobispo de Nóvgorod Nifont se negó a realizar el matrimonio, que sería consagrado por otro sacerdote. Vasili Tatíshchev, fundamentándose en la "Crónica de Rostov", desaparecida, afirma que el matrimonio supuso un escándalo porque la esposa era la hija del posádnik Petrila, cuyo marido había fallecido recientemente. Esta teoría es cuestionada, pues en la "Crónica de Rostov" (siglos XVI-XVII) probablemente algunos detalles desconocidos por el cronista se complementaran con datos surgidos de leyendas. Otra explicación para el conflicto pudiera ser que la primera mujer de Sviatoslav estuviera aún viva.
Aunque algunos investigadores han afirmado que Ígor es hijo del primer matrimonio de Stanislav, por las fechas de su nacimiento, y ante la ausencia de noticias de que este volviera con su primera mujer (que ya tendría unos 50 años), todo hace pensar que fuera fruto del segundo matrimonio. Probablemente el nombre de su madre fuera Yekaterina y perteneciera a alguna familia boyarda de Nóvgorod.

## Biografía

### Primeros años
Ígor nació el 2, el 3 o el 10 de abril de 1151 en Nóvgorod Síverski. Su nombre de bautizo fue Yuri, como reconocimiento de la amistad de su padre con Yuri de Súzdal, mientras que su nombre principesco, Ígor, era en reconocimiento de la unión de Sviatoslav con su hermano mayor, fallecido en 1147, el santo mártir Ígor Ólgovich.
Su padre murió el 15 de febrero de 1164 y su medio hermano, Oleg Sviatoslávich tomó el control de Nóvgorod Síverski y probablemente cedió el Principado de Putivl a Ígor. Antes de 1170, Ígor se casó con una hija de Yaroslav Osmomisl (príncipe de Galitzia), Eufrosinia Yaroslavna. En 1169, Ígor participó en la campaña de once príncipes rusos bajo las banderas de Andréi Bogoliubski contra el Gran Príncipe de Kiev Mstislav Iziaslávich. 
En junio de 1171 conduciría a sus druzhinas de Nóvogorod Síverski a una campaña en la que obtendría, el 20 de julio de ese año, la victoria en el río Vorskla contra los kanes polovetsianos Kobiak y Konchak. Estos habían reanudado sus campañas de saqueo sobre el río Ros' y atacado Pereyaslavl. En la batalla, las tropas de Ígor liquidaron a gran parte de las tropas cumanas e hicieron cautivos a muchos soldados nómadas. A su regreso de esta campaña, Ígor visitó el altar de los Santos Borís y Gleb en Vyshgorod para celebrar un banquete. Allí se reuniría con Román Rostislávich de Kiev (su cuñado) y sus hermanos el 25 de julio. Esta reunión fue de naturaleza política, y en ella Ígor habría jurado vasallaje al nuevo gobernante de Kiev.

### Príncipe de Nóvgorod Síverski

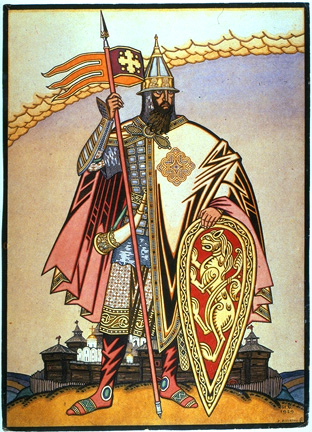
Iván Bilibin, Ígor Sviatoslávich, 1929.

Su hermanastro Oleg Sviatoslávich murió el 16 de enero de 1180 por lo que Ígor dejó Putivl para sucederle en Nóvgorod Síverski. Poco después de la muerte de Oleg, el gran príncipe Sviatoslav III Vsévolodovich de Kiev se reunió con Ígor y su hermano Vsévolod Sviatoslávich en Liubech, donde llegaron a un acuerdo. El principal objetivo de Sviatoslav al reunirse con la generación gobernante de la familia Olgovichi era asegurar la fidelidad de Ígor. El 8 de septiembre, Sviatoslav ordenó a Ígor y al príncipe Vsevolod III Yúrievich de Vladímir liderar a los Ólgovichi más jóvenes y a los Monomáshichi contra Vyshgorod, a la que estaba asediando. No obstante, el asedio, de nueve semanas, resultó un fracaso.
A principios de 1181, Sviatoslav lanzó una expedición contra Vsévolod Yúrievich con la intención de liberar a su hijo Gleb Sviatoslávich de la cautividad. Durante su ausencia, ordenó a Ígor y a su hijo Yaroslav Sviatoslávich quedar en la retaguardia defendiendo Chernígov contra los Rostislavichi (la dinastía reinante en Smolensk). Más tarde, Yaroslav e Ígor liderarían las hostilidades contra el principado de Drutsk, cuyo príncipe Gleb Rogvóldovich había formado un pacto con el príncipe David Rostislávich de Smolensk. Aunque este fue a auxiliar al príncipe de Drutsk, Sviatoslav Vsévolodovich, que había expandido su autoridad a Nóvgorod, hizo que David huyera del campo de batalla y forzó a Gleb a capitular.
Desde Drutsk, Sviatoslav Vsévolodovich se dirigió al sur para expulsar al gran príncipe Riúrik Rostislávich de las tierras de Kiev. Mientras tanto, Ígor, junto con los kanes Konchak y Kobiak, le aguardaba cerca de Vyshgorod. Tras ocupar la capital, los kanes rogaron a Sviatoslav para que permitiera a Ígor acompañarles al lago Dolobsk. Al enterarse Riúrik de que Ígor y los nómadas habían acampado del otro lado del río Dniéper, envió tropas a atacarlos. Derrotó a los cumanos, pero tanto Ígor como Konchak consiguieron huir en bote por el río a Chernígov. Al parecer, en este momento, Ígor y Konchak establecieron una alianza matrimonial mediante el compromiso de sus hijos.
Cuando Konchak y sus cumanos del Donéts saquearon las tierras de Pereyaslavl en febrero de 1184, Sviatoslav Vsévolodovich envió a sus hijos y sus tropas a Ígor, ordenándole que persiguiera a los nómadas. Riúrik Rostislávich, cogobernante con Sviatoslav Vsévolodovich, por su parte, envió a sus tropas bajo el mando del príncipe Vladímir Glébovich de Pereyaslavl. Ígor fue nombrado comandante de todas las tropas de los Ólgovichi y rechazó el que las tropas de Vladímir Glébovich encabezaran el ataque, pues el contingente de vanguardia tendría la oportunidad de hacerse con el botín. Poco después el príncipe de Pereyaslavl saqueó algunas localidades de Severia de los Ólgovichi en su enojo, e Ígor envió a las tropas de Kiev de vuelta. En consecuencia, Ígor perseguiría a los cumanos con una fuerzas muy menguadas, que incluían a algunos chorni klobuki ("sombreros negros"). Ígor persiguió a los saqueadores, encontrándolos junto al río Jiriya (afluente del Vorskla) y haciendo muchos cautivos. En su regreso, probablemente atacó la ciudad de Glébov (en la orilla derecha del Trubizh), en posesión de Vladímir Glébovich.
En verano, el gran príncipe Sviatoslav Vsévolodovich lanzó una gran campaña contra los cumanos. Ígor propuso a Sviatoslav tomar la ruta por tierras de Pereyaslavl, encontrándose los dos en el río Sula, pero Sviatoslav rechazó su propuesta e Ígor boicoteó la expedición. No obstante, al saber que las tropas de Sviatoslav habían salido, reunió a sus parientes para saquear los campamentos de los cumanos, mientras estos combatían a las tropas de Sviatoslav. Aunque pensaba que no encontraría oposición, encontró una partida de saqueadores cumanos de unos 400 hombres junto al río Merla, que dio a sus hombres la oportunidad de ganar la gloria en la batalla.
En 1184, Ígor dio refugio a Vladímir Yaroslávich (su cuñado) que había sido expulsado de Galitzia por su propio padre.
Cuando el kan Konchak atacó de nuevo al Rus con una gran fuerza en 1185, Sviatoslav Vsévolodovich y Riúrik Rostislávich reunieron rápidamente un ejército. El cronista afirma que Ígor también se preparó rápidamente para el ataque, contra el consejo de su druzhinniki y las condiciones meteorológicas adversas que impedían su partida.

### Campaña y consecuencias

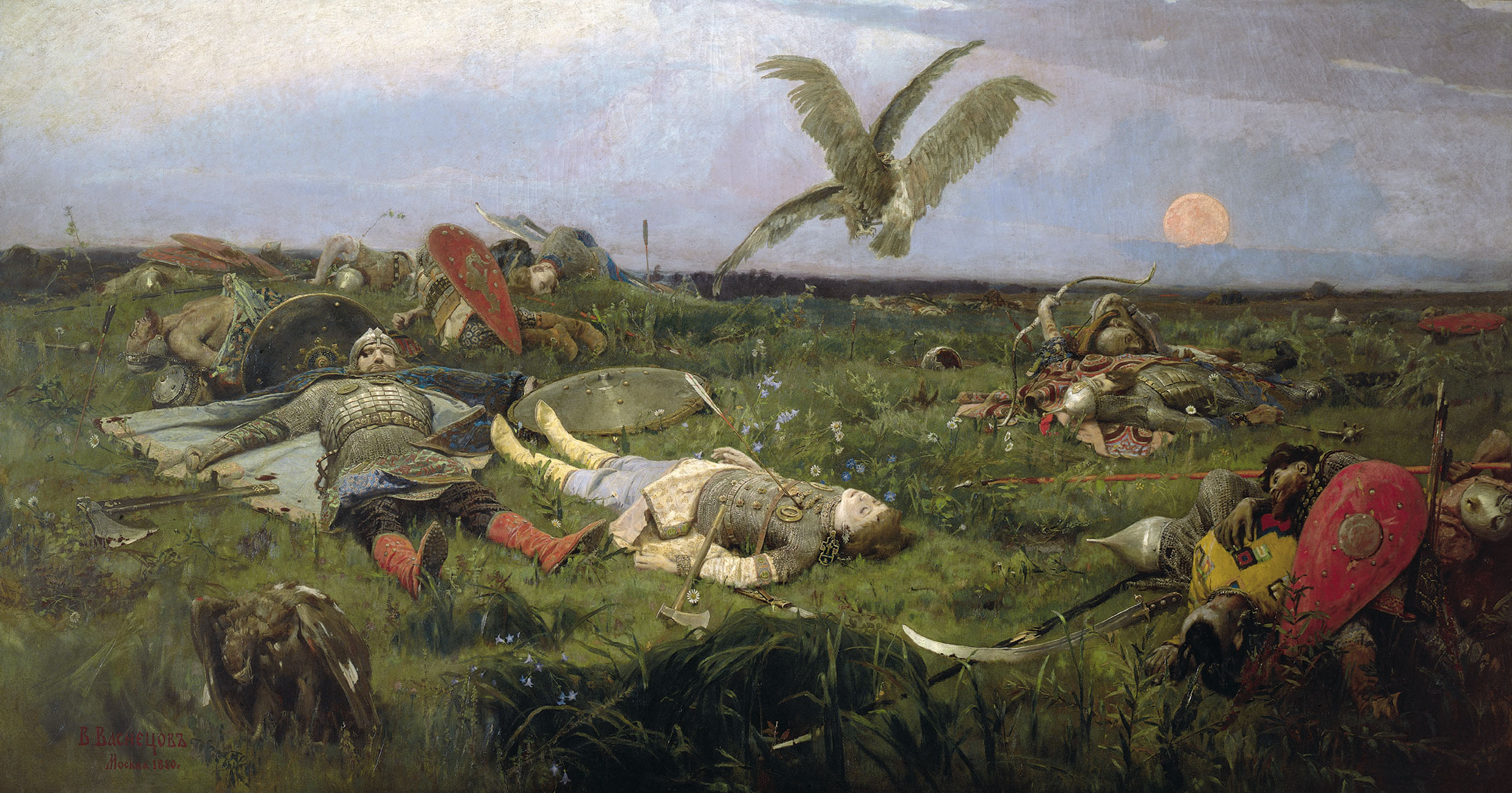
Víktor Vasnetsov, Tras la batalla de Ígor Sviatoslávich con los polovetsianos.

El 13 de abril de 1185, Ígor, junto a otros príncipes, llevó a cabo una atrevida campaña contra los nómadas con el objetivo de llegar a la zona del Bajo Don. Tras reunir sus tropas junto al río Oskol, una banda de cumanos les descubrieron y enviaron jinetes a avisar a los campamentos cercanos. Cuando Ígor llegó al Salnitsa, sus exploradores le avisaron de que habían descubierto al enemigo preparado para la batalla. Le aconsejaron que atacara rápidamente antes de que los cumanos recibieran refuerzos o que se retirara. Ígor y sus parientes se negaron a volver a sus hogares, pues sus iguales se burlarían de ellos ante su miedo a enfrentarse a la muerte y les avergonzarían. En las crónicas el río junto al que se da la batalla aparece con el nombre de Kayala (no identificado, pero entre las diversas opciones que dan los investigadores destaca la que lo identifica con el río Kalitvá, afluente del Donets, junto a Bélaya Kalitvá, donde hay un memorial a la batalla).
Al acercarse las fuerzas de Ígor a las posiciones cumanas, los arqueros enemigos les dispararon una andanada de flechas y se retiraron. Ígor y su hermano, el príncipe Vsévolod Sviatoslávich de Trubetsk avanzaron en formación a un ritmo pausado, pero su sobrino Sviatoslav Ólgovich de Rylsk y su hijo Vladímir Ígorevich se lanzaron en su persecución y derrotaron a los nómadas. Al volver a reunirse, Ígor creyó conveniente retirarse en la oscuridad, pues habían avistado las superiores fuerzas que los cumanos habían reunido. Pero Sviatoslav Ólgovich repuso que habían perseguido a los cumanos una gran distancia y sus caballos estaban demasiado cansados para partir inmediatamente, por lo que Ígor mando a sus tropas descansar esa noche.
Alarmados por la audacia de los príncipes, que les habían atacado en sus propias tierras, los cumanos del Donets llamaron a la alarma general. Por tres días, los arqueros enemigos les lanzaron flechas sin presentar batalla. La única esperanza de los príncipes rusos era alcanzar el río Donets, pero si huían, debían abandonar a los soldados comunes, por lo que cabalgaron contra el enemigo. El ataque finalizó en una catástrofe. Los cumanos rodearon a las fuerzas de Ígor, de tal modo que solo lograrían escapar quince hombres. Ígor, herido, fue capturado por un cumano llamado Chilbuk, pero Konchak lo puso bajo su protección, en consideración por ser su svat (padre de su yerno).
Enterado de la derrota de Ígor, Sviatoslav Vsévolodovich envió a sus dos hijos Vladímir y Oleg Sviatoslávich a la región de Poseme (en las orillas del río Seim, para proteger las ciudades de Severia mientras tanto). De acuerdo al cronista, los cumanos reunieron todas sus tropas para marchar contra el Rus. Pero los kanes estuvieron en desacuerdo: Koza sugirió que deberían saquear las ciudades de los príncipes derrotados a lo largo del río, mientras Konchak proponía atacar a los príncipes de Kiev. Al obstinarse cada kan en su opinión, decidieron dividir su hueste en dos. Koza atacó Putivl pero no consiguió tomarla, aunque sí incendiaría los arrabales, saquearía la región y los pueblos de los alrededores.
Mientras tanto, Ígor era cautivo de los cumanos. A pesar de ser vigilado por una guardia de veinte cumanos, era libre de ir donde quisiera y de cazar con halcones. Al parecer, uno de los cumanos le ayudó a escapar mientras los demás estaban distraídos en juegos. Ígor huyó del Don al Donets (once días) y de allí hasta Nóvgorod Síverski. Aunque no sabemos cuando escapó, Ígor no pudo estar cautivo más de unos meses, por lo que huiría probablemente a finales de verano.
Tras llegar a Nóvgorod Síverski, Ígor visitó a Yaroslav II Vsévolodovich de Chernígov, su primo, para pedirle ayuda militar. A continuación, visitó a Sviatoslav Vsévolodovich en Kiev, para pedirle ayuda para reunir el rescate de los tres príncipes que permanecían cautivos. Más tarde haría lo propio con Riúrik Rostislávich. La evidencia arqueológica sugiere que a su regreso a Nóvgorod Síverski, Ígor reforzó las defensas de la localidad y construyó nuevas en Vyr, junto al río Vir, afluente del Seim.

### Alianzas matrimoniales
En 1187, Ígor reconcilió a su cuñado Vladímir Yaroslávich con su suegro Yaroslav Volodimerovich de Galitzia), enviando a su hijo Sviatoslav Ígorevich para escoltar al primero en su regreso a casa. En otoño de 1188, su hijo Vladímir Ígorevich regresó del cautiverio cumano con la hija del kan Konchak. El 26 de septiembre de ese mismo año, ïgor y su familia acudieron a las celebraciones organizadas por Riúrik Rostislávich en ocasión del matrimonio de su hijo. Esa misma semana Riúrik entregaría la mano de su hija a Sviatoslav, hijo de Ígor. En 1190, el gran príncipe Sviatoslav Vsévolodovich casó a su nieto David Olgóvich con una hija de Ígor. La muerte Sviatoslav en la última semana de julio de 1194, supuso un cambio en el orden de veteranía entre los Olgovichi: su único hermano, Yaroslav Vsévolodovich se convertiría en el príncipe veterano, pasando Ígor a la segunda posición en la familia.

### Príncipe de Chernígov

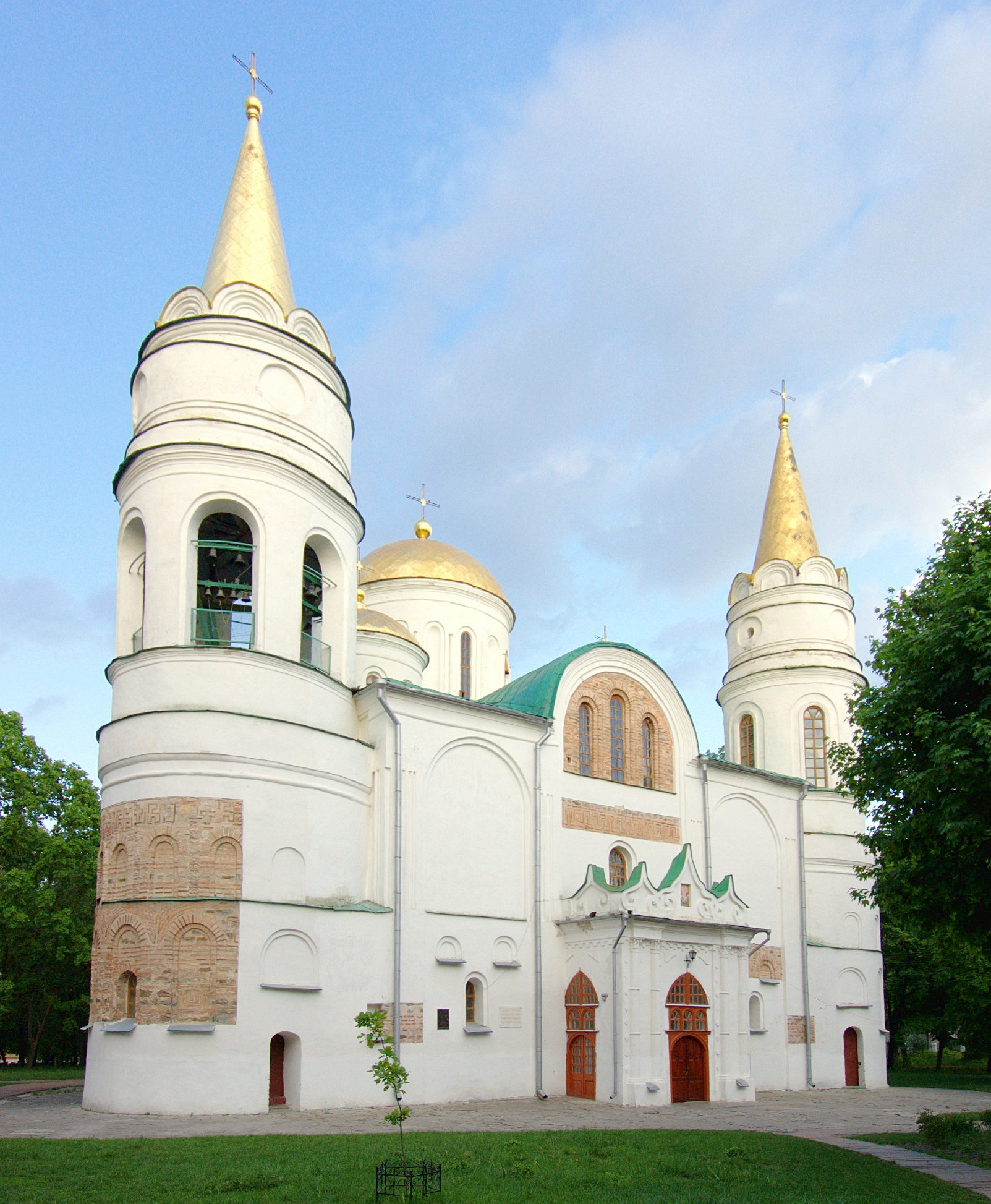
Catedral de la Transfiguración del Salvador de Cherníhiv.

En 1198 el príncipe Yaroslav Vsévolodovich murió e Ígor lo sucedió en el trono de Chernígov. Una de sus primeras tareas sería renovar las alianzas de Yaroslav con Román Mstislávich de Volodimir-Volinski, Vsévolod III Yúrievich de Vladímir y los Rostislávichi.
El mismo año, su cuñado Vladímir Yaroslávich de Galitzia murió, lo que creó un vacío político. No obstante, los Ólgovichi argumentaron que sus lazos matrimoniales con esta dinastía les daban derechos sobre Galitzia, aunque Román Mstislávich sería el más rápido y capturó Halych.
Al morir como príncipe de Chernígov, Ígor fue enterrado en la catedral de la Transfiguración del Salvador.

## Familia
Su primer matrimonio fue, alrededor de 1169 con Efrosinia Yaroslavna, hija del príncipe de Galitzia Yaroslav Osmomisl y su esposa, la princesa de Súzdal Olga Yúrievna. Tuvieron seis hijos:
- Vladímir Ígorevich, príncipe de Putivl, Nóvgorod Síverski y Galitzia.
- Oleg Ígorevich
- Sviatoslav Ígorevich, príncipe de Volodímir-Volinski y Peremyshl.
- Román Ígorevich, príncipe de Zvenýhorod y Galitzia.
- Rostislav Ígorevich, príncipe de Terebovlia.
- hija, casada con David Ólgovich, príncipe de Starodub.

El nombre de la mujer de Ígor no aparece en las crónicas, por lo que Efrosinia pudo ser el nombre de su segunda mujer (1184) o quizá el nombre monástico de la madre de Yaroslavna, Olga Yúrievna.

## Ígor Sviatoslávich en la literatura y las artes
Ígor es el protagonista de la epopeya rusa del siglo XII, el Cantar de las huestes de Ígor. Ambientada en esta, Aleksandr Borodín, junto a Vladímir Stásov, compuso la ópera El príncipe Ígor en 1890. La historia se llevó al dibujo animado en dos ocasiones (Iliá Glazunov y Konstantín Vasíliev -1969). El director Román Tijomírov y la productora Lenfilm la llevaron a la pantalla de cine, con la película El príncipe Ígor en 1969, siendo el papel de Ígor interpretado por Borís Jmelnitski.